# Canton de Plouescat
Le canton de Plouescat est une ancienne division administrative française, située dans le département du Finistère et la région Bretagne, il fut supprimé en 2015 après le redécoupage.

## Composition
Le canton de Plouescat regroupait les communes suivantes :
| Nom                   | Code Insee | Codepostal | Superficie (km2) | Population (dernière pop. légale) | Densité (hab./km2) |
| --------------------- | ---------- | ---------- | ---------------- | --------------------------------- | ------------------ |
| Plouescat (chef-lieu) | 29185      | 29430      | 14,79            | 3 600 (2012)                      | 243                |
| Lanhouarneau          | 29111      | 29430      | 17,69            | 1 249 (2012)                      | 71                 |
| Plougar               | 29187      | 29440      | 17,48            | 789 (2012)                        | 45                 |
| Plounévez-Lochrist    | 29206      | 29430      | 39,54            | 2 391 (2012)                      | 60                 |
| Tréflez               | 29287      | 29430      | 15,76            | 911 (2012)                        | 58                 |

## Histoire

### Conseillers généraux de 1833 à 2015
- De 1833 à 1848, les cantons de Plouescat et de Plouzévédé avaient le même conseiller général. Le nombre de conseillers généraux était limité à 30 par département[1].

| Période               | Identité                                     | Parti                         | Qualité |
| --------------------- | -------------------------------------------- | ----------------------------- | --- |
| 1833-1842             | Jacques Paul Jean Amand Godefroy (1798-1865) |                               | Procureur du Roi à Morlaix, propriétaire                                                                                                  |
| 1842-1848             | Vicomte Emile Cillard de Kermenguy           |                               | Propriétaire du château de Kermenguy à Saint-Vougay maire de Saint-Vougay puis de Cléder                                                  |
| 1848-1852 (décès)     | Joseph-Marie Bodenès                         |                               | Juge de paix du canton de Plouescat, ancien conseiller d'arrondissement                                                                   |
| 1852-1871             | Louis Dein                                   | Majorité dynastique           | Ancien juge de paix à Janzé (Ille-et-Vilaine) Propriétaire, député (1863-1870)                                                            |
| 1871-1892             | Yves Pinvidic (1845-1898)                    | Droite                        | Propriétaire, maire de Plouescat (1872-1878 et 1881-1882)                                                                                 |
| 1892-1903 (décès)     | Ambroise Cadour (1851-1903)                  | Droite                        | Notaire Maire de Plouescat (1893-1903) |
| 1904-1940             | Pierre Trémintin                             | Conservateur puis PDP         | Avocat Maire de Plouescat (1912-1966) Député (1924-1940)                                                                                  |
|                       |                                              |                               | |
| 1943-1945             | Baron Louis Dein (1889-1971)                 |                               | Notaire à Brest Conseiller municipal de Plounévez-Lochrist Nommé conseiller départemental en 1943                                         |
|                       |                                              |                               | |
| 1945-1949             | Robert Debled                                | URD                           | Avocat à la Cour d'appel de Paris Maire de Plounévez-Lochrist (1945-1947)                                                                 |
| 1949-1955             | Louis Salaün                                 | RPF puis RS                   | Armateur, pharmacien, conseiller municipal de Plouescat                                                                                   |
| 1955-1966 (décès)     | Pierre Trémintin                             | MRP                           | Maire de Plouescat (1912-1966) Député (1924-1940) Sénateur (1946-1948)                                                                    |
| 11 décembre 1966-1979 | Eugène Le Rüe                                | RI puis UDF                   | Agriculteur Maire de Plounévez-Lochrist (1965-1971)                                                                                       |
| 1979-1998             | Yves Priser                                  | UDF-CDS                       | Expéditeur de légumes Adjoint au Maire de Plounévez-Lochrist                                                                              |
| 1998-2011             | Jacques Le Guen                              | RPR puis UMP puis RS puis UMP | Docteur en médecine Député de 2002 à 2012 Maire-adjoint de Plounévez-Lochrist Président de la Communauté de Communes de la Baie du Kernic |
| 2011-2015             | Gildas Bernard                               | DVD                           | Assureur Maire de Plounévez-Lochrist |

### Conseillers d'arrondissement (de 1833 à 1940)
| Période                                  | Période      | Identité                                              | Étiquette     | Qualité |
| ---------------------------------------- | ------------ | ----------------------------------------------------- | ------------- | --- |
| 1833                                     | 1842         | Joseph-Marie Bodenès (1783-1852)                      |               | Juge de paix, propriétaire à Plouescat                                                                      |
| 1842                                     | 1848 (décès) | Augustin Jean François Rosec (1797-1848)              |               | Notaire, maire de Plouescat                                                                                 |
|                                          |              |                                                       |               | |
| 1871                                     |              | Anatole de Kersaint-Gilly de Saint-Gilles (1841-1906) |               | Propriétaire, maire de Plounévez-Lochrist (1871-1874)                                                       |
|                                          |              |                                                       |               | |
| 1886                                     | 1895         | Casimir du Vergier de Kerhorlay (1857-1918)           | Droite        | Propriétaire du manoir de Keraouël à Plounévez-Lochrist                                                     |
| 1895                                     | 1919         | Jean-Marie Le Goff                                    | Libéral       | Propriétaire à Lannéanou, Plougar                                                                           |
| 1919                                     | 1940         | Yves Déniel                                           | Démocrate-PDP | Maire de Plounévez-Lochrist                                                                                 |
| 1940                                     |              |                                                       |               | Les conseils d'arrondissement ont été suspendus par la loi du 12 octobre 1940 et n'ont jamais été réactivés |
| Les données manquantes sont à compléter. |              |                                                       |               | |

## Démographie
| 1962   | 1968  | 1975  | 1982  | 1990  | 1999  | 2006  | 2011  | 2012  |
| ------ | ----- | ----- | ----- | ----- | ----- | ----- | ----- | ----- |
| 10 389 | 9 937 | 9 436 | 9 118 | 8 439 | 8 286 | 8 702 | 8 900 | 8 940 |